# Quai aux Fleurs
Quai aux Fleurs är en gata på Île de la Cité i Quartier Notre-Dame i Paris 4:e arrondissement. Gatan är uppkallad efter det närbelägna Marché aux Fleurs. Quai aux Fleurs börjar vid Rue du Cloître-Notre-Dame 2 och Pont Saint-Louis och slutar vid Rue d'Arcole 1 och Pont d'Arcole. Gatan namngavs i augusti 1879.

## Bilder
| - Gatuskylt. - Quai aux Fleurs 1. - Notre-Dame. - Nedgång till Rue des Ursins. |

## Omgivningar
- Notre-Dame
- Sainte-Chapelle
- Chapelle Saint-Aignan
- Pont Saint-Louis
- Au Vieux Paris
- Rue des Chantres
- Rue Massillon

## Kommunikationer
- Tunnelbana – linje  – Cité
- Busshållplats Pont d'Arcole – Paris bussnät, linje 75
- Busshållplats Quai aux Fleurs – Pont Saint-Louis – Paris bussnät, linje 75

### Webbkällor
- ”Quai aux Fleurs”. Mairie de Paris. https://web.archive.org/web/20190905051125/http://www.v2asp.paris.fr/commun/v2asp/v2/nomenclature_voies/Voieactu/3684.nom.htm. Läst 22 mars 2022.
- ”Quai aux Fleurs (4ème arrondissement)”. Les rues de Paris. https://web.archive.org/web/20171109225420/http://www.parisrues.com/rues04/paris-04-quai-aux-fleurs.html. Läst 22 mars 2022.